# Saut en hauteur masculin aux championnats du monde d'athlétisme en salle 2024
Pour un article plus général, voir Championnats du monde d'athlétisme en salle 2024.
Navigation
2022 2025
L'épreuve du saut en hauteur masculin des championnats du monde en salle de 2024 se déroule le 3 mars 2024 dans la Emirates Arena de Glasgow, au Royaume-Uni. Le concours se dispute sous la forme d'une finale directe.

## Résultats
| Rang               | Athlète           | Pays             | 2.15 | 2.20 | 2.24 | 2.28 | 2.31 | 2.34 | 2.36 | Résultat | Notes |
| ------------------ | ----------------- | ---------------- | ---- | ---- | ---- | ---- | ---- | ---- | ---- | -------- | ----- |
| Médaille d'or      | Hamish Kerr       | Nouvelle-Zélande | O    | O    | O    | O    | O    | O    | XO   | 2.36     |       |
| Médaille d'argent  | Shelby McEwen     | États-Unis       | O    | –    | O    | XO   | XX-  | X    |      | 2.28     |       |
| Médaille de bronze | Woo Sang-hyeok    | Corée du Sud     | -    | O    | XXO  | XO   | XXX  |      |      | 2.28     |       |
| 4                  | Oleh Dorochtchouk | Ukraine          | O    | O    | O    | XXX  |      |      |      | 2.24     |       |
| 5                  | Jan Štefela       | Tchéquie         | XO   | XO   | O    | XXX  |      |      |      | 2.24     |       |
| 6                  | Vernon Turner     | États-Unis       | O    | O    | XO   | XXX  |      |      |      | 2.24     |       |
| 7                  | Norbert Kobielski | Pologne          | XXO  | O    | XXO  | XXX  |      |      |      | 2.24     |       |
| 8                  | Edgar Rivera      | Mexique          | O    | O    | XXX  |      |      |      |      | 2.20     |       |
| 9                  | Donald Thomas     | Bahamas          | O    | XXX  |      |      |      |      |      | 2.15     |       |
| 9                  | Ryoichi Akamatsu  | Japon            | O    | XXX  |      |      |      |      |      | 2.15     |       |
| 11                 | Thomas Carmoy     | Belgique         | XXO  | XXX  |      |      |      |      |      | 2.15     |       |
| 11                 | Andriy Protsenko  | Ukraine          | XXO  | XXX  |      |      |      |      |      | 2.15     |       |

## Légende
Records et Performances
- AR : Record continental (area record)
- CR : Record des championnats (championship record)
- MR : Record du meeting (meet record)
- NR : Record national (national record)
- OR : Record olympique (olympic record)
- PR : Record paralympique (paralympic record)
- PB : Record personnel (personal best)
- SB : Meilleure performance personnelle de la saison (season's best)
- WL : Meilleure performance mondiale de l'année (world leader)
- WJR : Record du monde junior (world junior record)
- WR : Record du monde (world record)

Circonstances et Conditions
- DNF : N'a pas terminé (did not finish)
- DNS : N'a pas pris le départ (did not start)
- DQ : Disqualification (disqualification)
- NM : Aucun essai valable enregistré (No Mark)
- Q : Qualifié « directement » au prochain tour (ou à la prochaine compétition), lors d'une compétition majeure, grâce au classement ou à la réalisation des minima (automatic qualifier)
- q : Qualifié au prochain tour (ou à la prochaine compétition), lors d'une compétition majeure, grâce au repêchage ou à la réalisation de l'une des meilleures performances parmi celles des « non qualifiés directement » (grâce au meilleur temps ou à la meilleure distance par exemple) (secondary qualifier)